# Orlikowski II
Orlikowski II – kaszubski herb szlachecki, znany z jedynej pieczęci.

## Opis herbu
Opis z wykorzystaniem klasycznych zasad blazonowania:
W polu ponad gwiazdą ośmipromienną u podstawy - półksiężyc z gwiazdą ośmiopromienną na każdym rogu, pomiędzy którymi, u głowicy tarczy - róża. Klejnot - nad hełmem w koronie ramię zbrojne z szablą. Labry. Barwy nieznane.

## Najwcześniejsze wzmianki
Pieczęć przyłożona na dokumencie z 1787 roku, należąca do Szymona Orlikowskiego, właściciela działu w Czarnoszycach i Objezierzu, burmistrza Płocka w 1812 roku.

## Herbowni
Orlikowski. 
Szymon Orlikowski należał do tego samego rodu, który odnotowano z herbami Orlikowski i Orlikowski III.